# UD Trucks Corporation

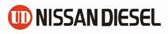
Veraltetes Logo, wird nur noch auf einzelnen Märkten verwendet

UD Trucks, ehemals Nissan Diesel, ist ein japanischer Hersteller für Diesel-Lastkraftwagen und Busse. 

## Geschichte
Die 1935 gegründete Nippon Diesel Engineering Co. Ltd. baute Lkw mit Zweitakt-Dieselmotoren nach Krupp-Junkers-Lizenz. 1950 wurde der Name der Firma geändert in Minsei Diesel Industries Ltd. und 1960 schließlich in Nissan Diesel Motor Co. Ltd. Außerhalb Japans werden die Lkw teilweise als Nissan-UD angeboten (UD: Uniflow-scavenged Diesel oder auch Ultimate Dependability). 1973 begann die Herstellung von Kleintransportern für Nissan Motor. 
2006 erwarb die Volvo Group zunächst einen Anteil von 13 % an Nissan Diesel, der zuvor von Nissan Motor gehalten wurde. Nach Kauf weiterer 6 % 2006 machte Volvo im März 2007 den Aktionären von Nissan Diesel ein Übernahmeangebot und konnte auf diesem Weg weitere 77 % der Aktien des Unternehmens für 7,4 Mrd. SEK erwerben, die Volvo Group ist somit seit 2007 hundertprozentiger Eigentümer von Nissan Diesel. 2010 wurde die Firma geändert in UD Trucks Corporation. 2020 verkaufte Volvo die Sparte UD Trucks an Isuzu Motors.

## Aktuelle Lkw-Modelle
- Nissan Diesel Quon
- Nissan Diesel Condor
- Nissan Atlas
- Nissan Diesel FJ

## Aktuelle Omnibus-Modelle
- UD SLF
- UD BRT
- Nissan Civilian

## Historische Lkw-Modelle
- Nissan Diesel TT6
- Nissan Diesel TN93
- Nissan Diesel TN96
- Nissan Diesel TW
- Nissan Diesel TA
- Nissan Diesel C-Serie
- Nissan Diesel Big Sun
- Nissan Diesel Rezona
- Nissan Diesel Big Thumb

## Historische Omnibus-Modelle
- Nissan Echo
- Nissan Diesel Space Wing A
- Nissan Diesel Space Arrow A
- Nissan Diesel Space Runner RP
- Nissan Diesel Space Runner RA
- Nissan Diesel Space Arrow RA
- Nissan Diesel Space Wing I
- Nissan Diesel Space Arrow Euro Tour
- Nissan Diesel Space Arrow K-RA
- Nissan Diesel Jonckheere
- Nissan Diesel Spacerunner RM
- Nissan Diesel Spacerunner JP
- Nissan Diesel Spacerunner 7
- Nissan Diesel RN
- Nissan Diesel UA
- Multi Rider

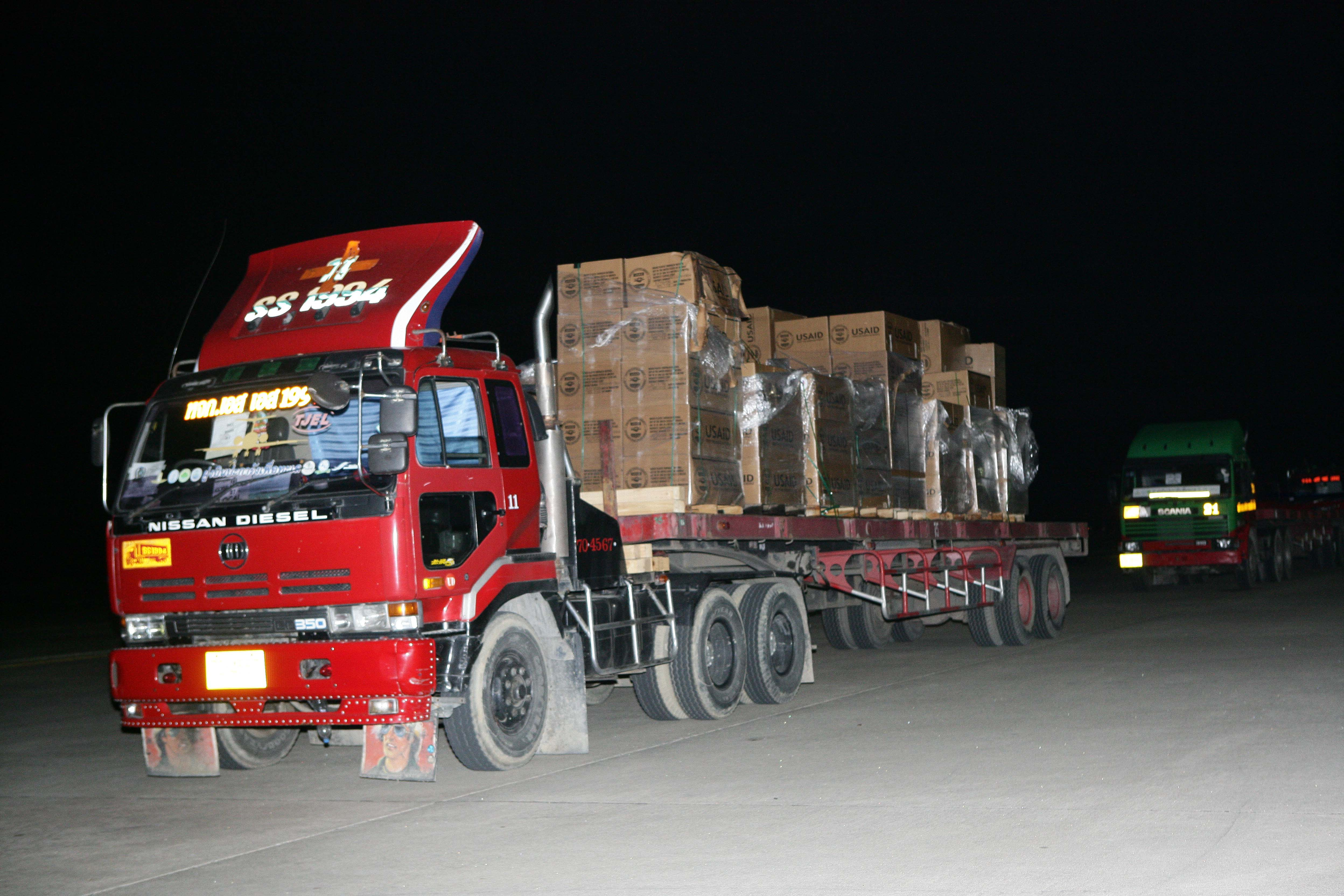
Big Thumb
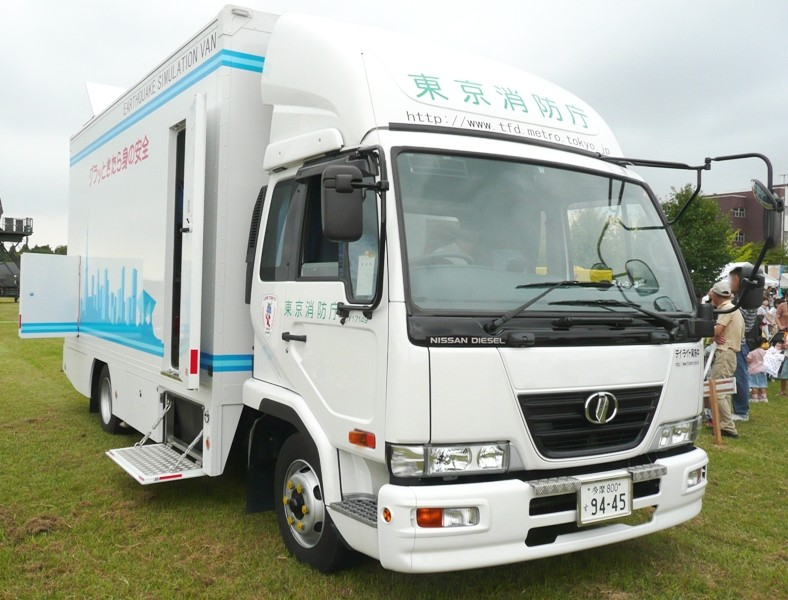
Condor
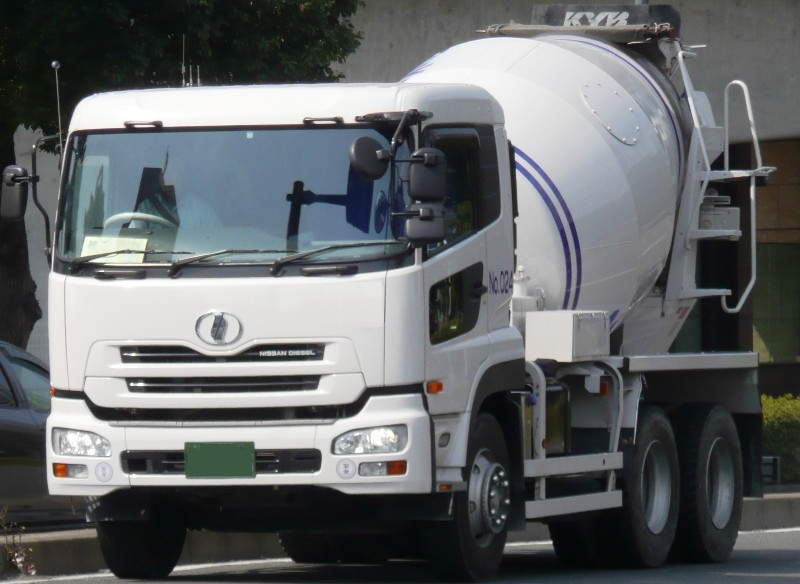
Quon
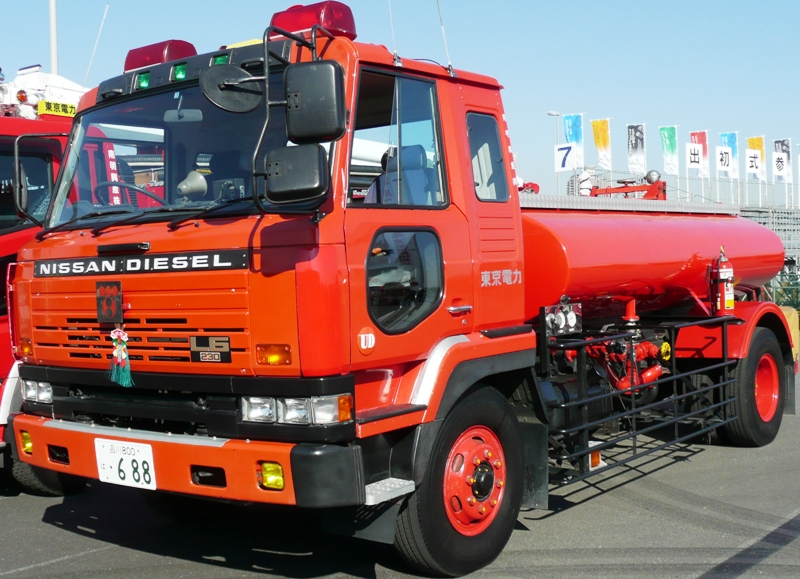
Resona
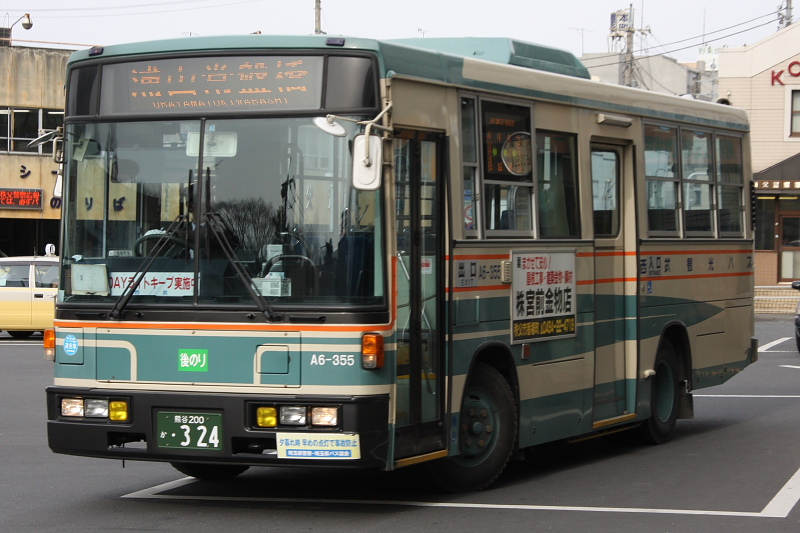
RM
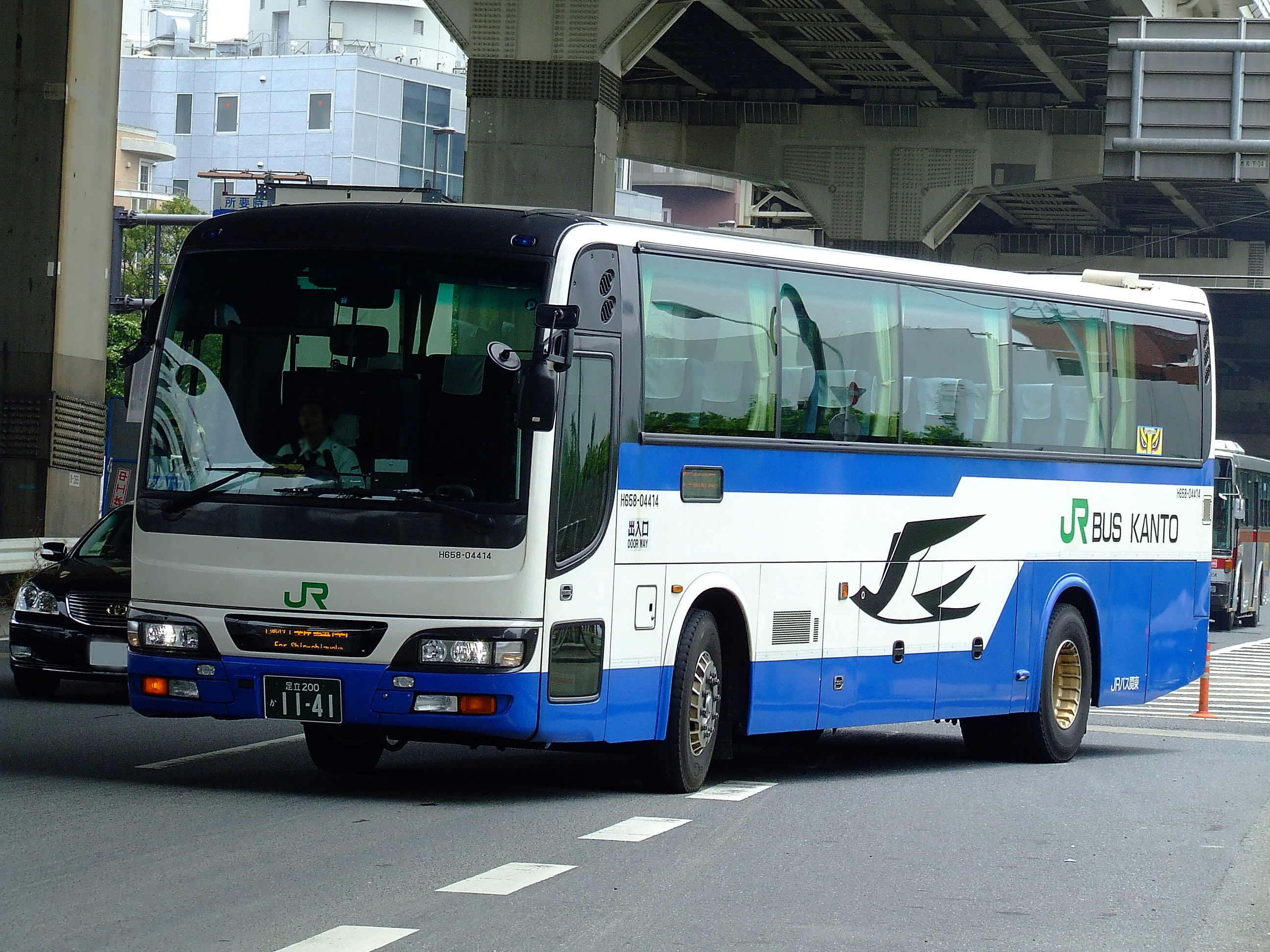
Space Arrow
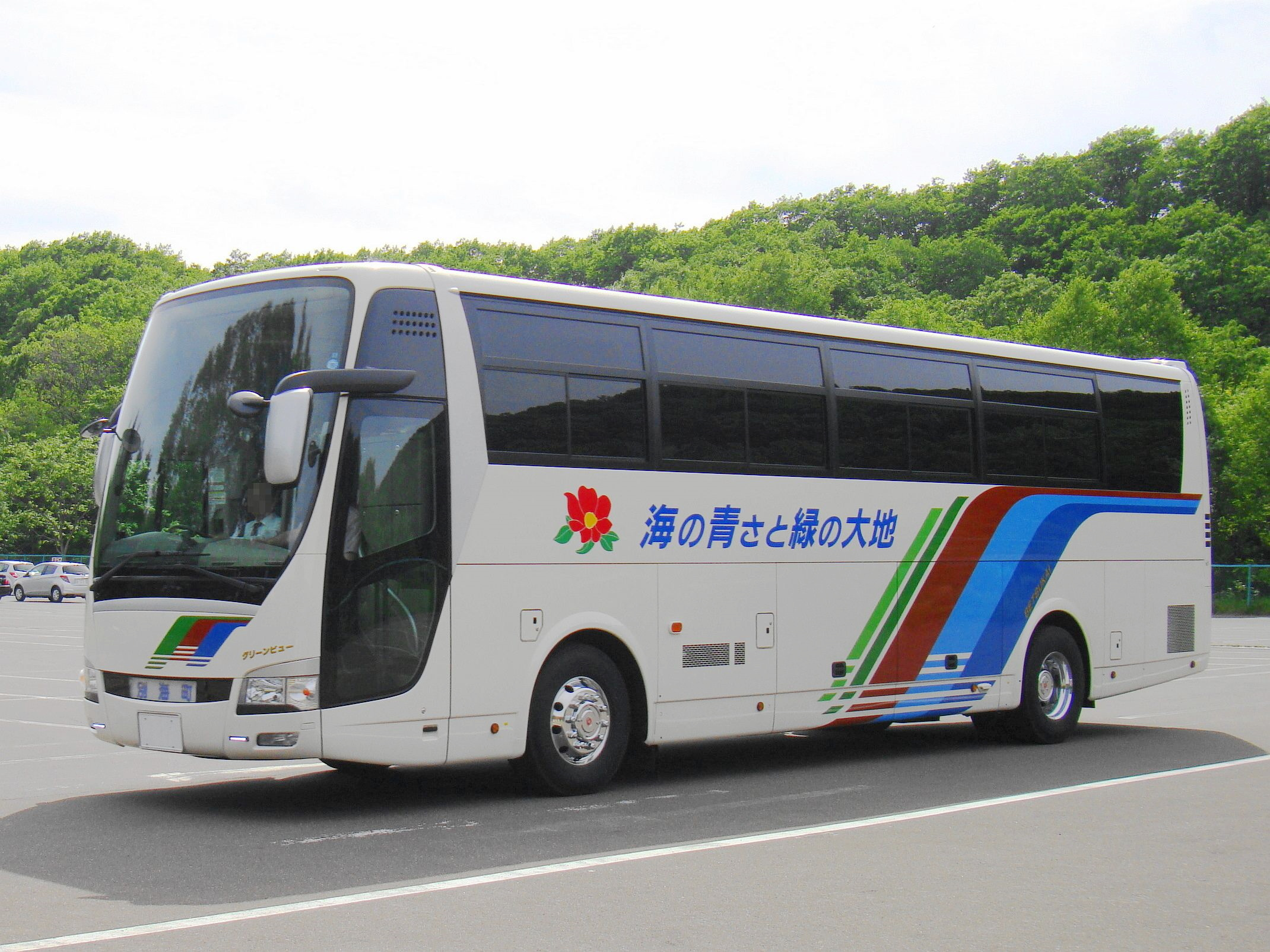
Space Wing
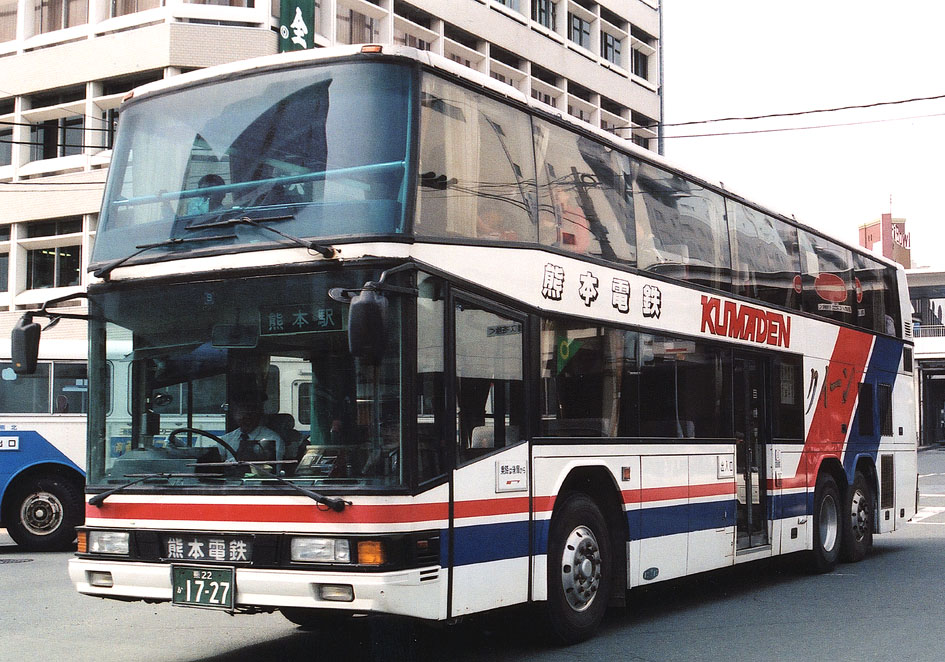
Space Dream
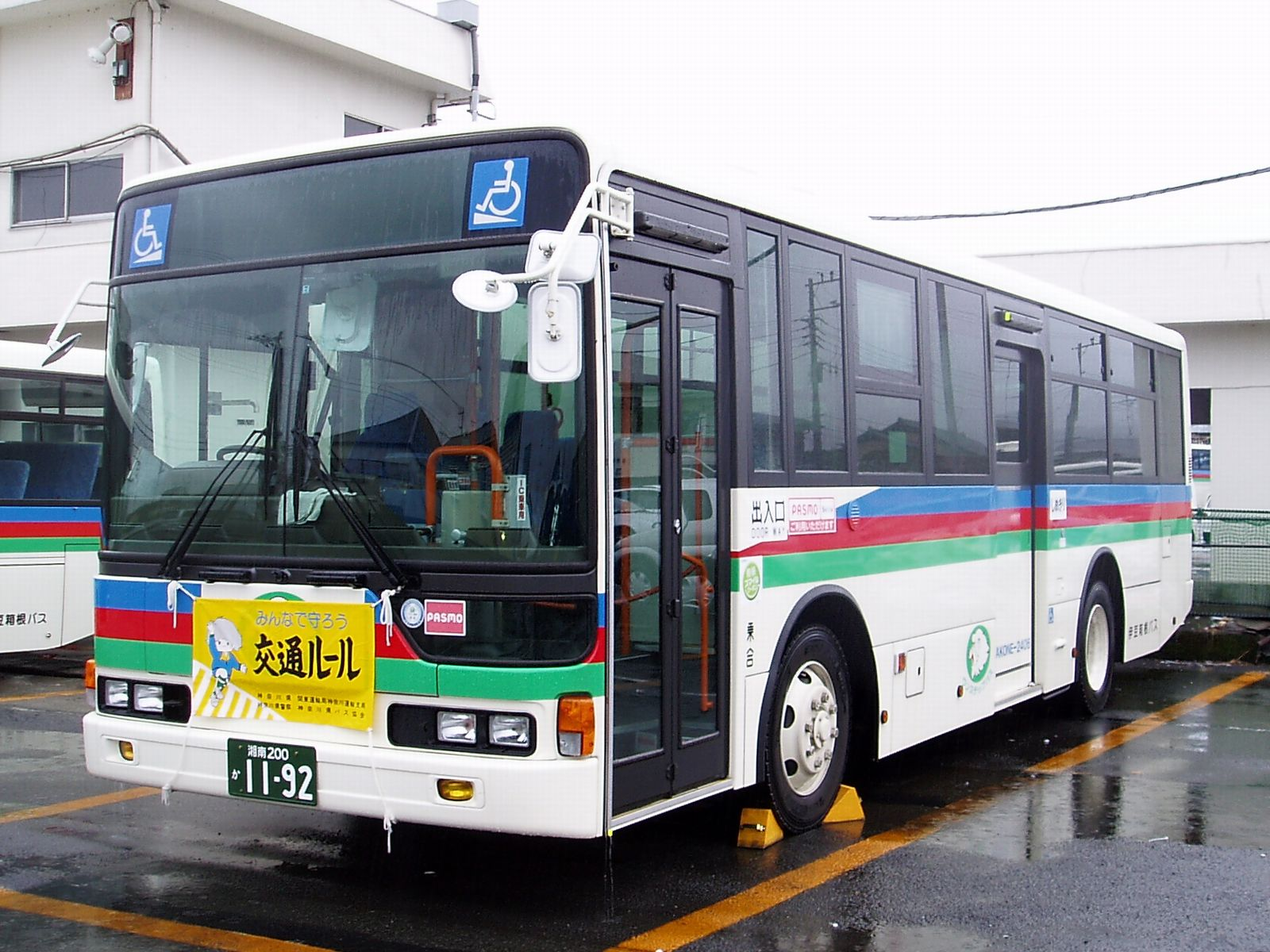
Space Runner A
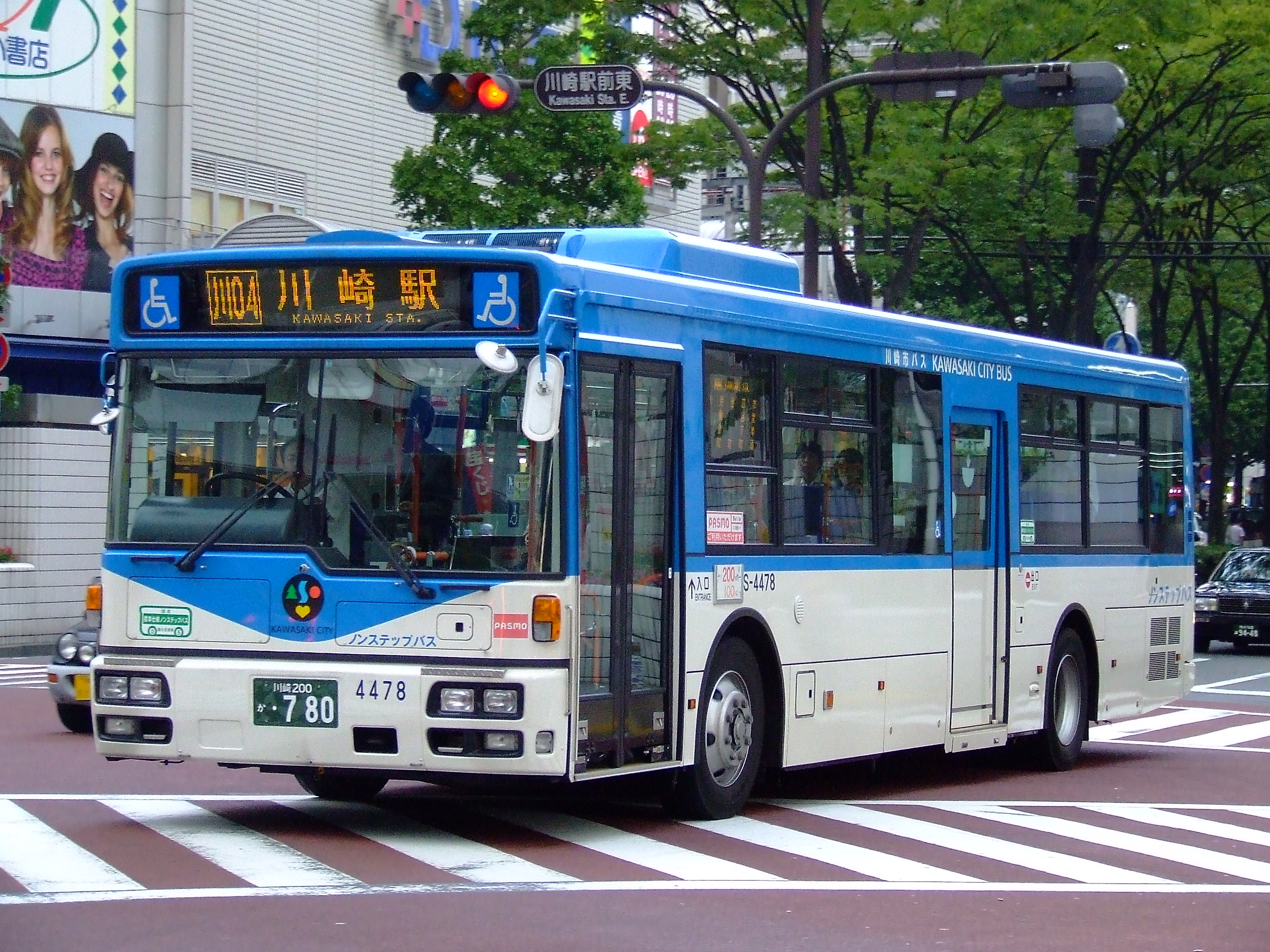
Space Runner RA
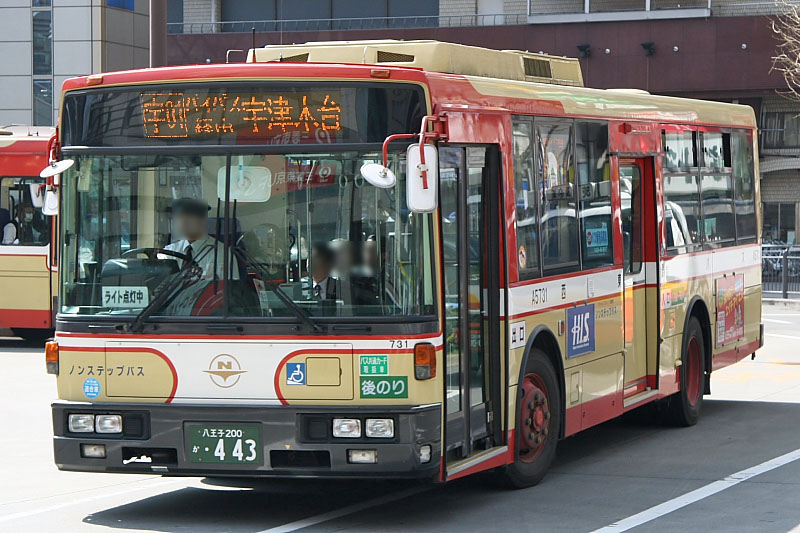
UA
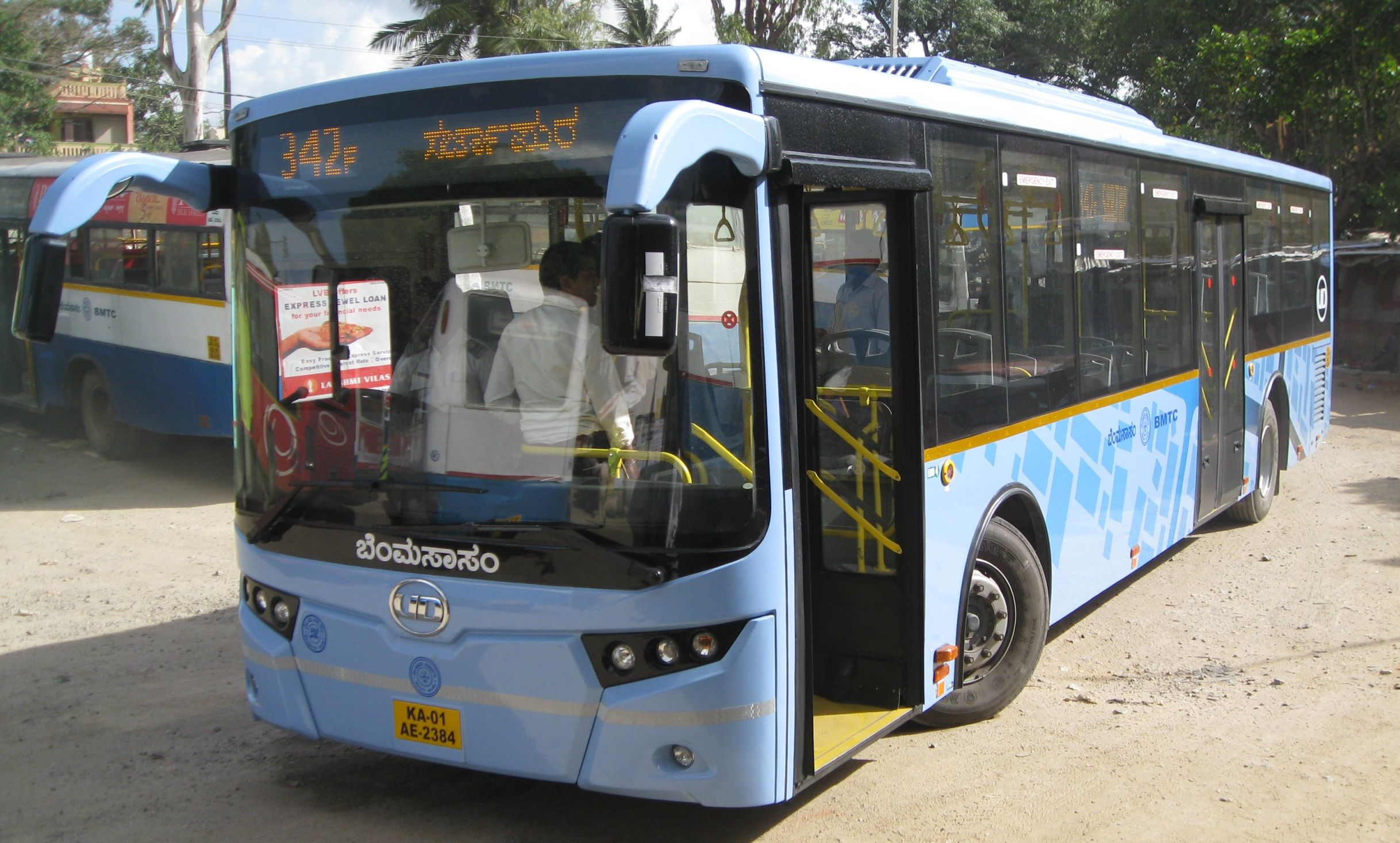
SLF